# Bożepole Wielkie (gromada)
Bożepole Wielkie – dawna gromada, czyli najmniejsza jednostka podziału terytorialnego Polskiej Rzeczypospolitej Ludowej w latach 1954–1972.
Gromady, z gromadzkimi radami narodowymi (GRN) jako organami władzy najniższego stopnia na wsi, funkcjonowały od reformy reorganizującej administrację wiejską przeprowadzonej jesienią 1954 do momentu ich zniesienia z dniem 1 stycznia 1973, tym samym wypierając organizację gminną w latach 1954–1972.
Gromadę Bożepole Wielkie z siedzibą GRN w Bożympolu Wielkim utworzono – jako jedną z 8759 gromad na obszarze Polski – w powiecie lęborskim w woj. gdańskim na mocy uchwały nr 20/III/54 WRN w Gdańsku z dnia 5 października 1954. W skład jednostki weszły obszary dotychczasowych gromad Bożepole Wielkie, Bożepole Małe i Chmieleniec wraz z miejscowością Paraszyno z dotychczasowej gromady Paraszyno ze zniesionej gminy Rozłazino oraz miejscowości Łęczyn, Łęczynek, Chałupki i Słomień z dotychczasowej gromady Łęczyn ze zniesionej gminy Łęczyce w powiecie lęborskim, a także obszar dotychczasowej gromady Strzebielino ze zniesionej gminy Luzino w powiecie wejherowskim w tymże województwie. Dla gromady ustalono 15 członków gromadzkiej rady narodowej.
1 stycznia 1972 gromadę zniesiono, a jej obszar włączono do gromady Łęczyce w tymże powiecie.